# Anaphe sericea
Anaphe sericea är en fjärilsart som beskrevs av Karsch 1895. Anaphe sericea ingår i släktet Anaphe och familjen tandspinnare. Inga underarter finns listade i Catalogue of Life.